# Pedro el Aleutiano
San Pedro el Aleutiano (cerca de 1800-1815), Cungagnaq antes del bautismo, fue supuestamente un indígena de las islas Aleutianas converso al cristianismo por la misión de la Iglesia Ortodoxa Rusa en Alaska.
De acuerdo a la versión más desarrollada de la historia, participaba en la caza de animales marinos junto con los colonizadores rusos cerca de la costa de California cuando fue capturado con sus compañeros por los españoles, que en aquel entonces aún poseían el territorio y temían que los colonizadores avanzasen más al sur. Imputándoles una caza furtiva los llevaron a San Francisco. Allí los eclesiásticos locales quisieron que los aleutianos se convirtiesen al catolicismo, a lo que los cautivos respondieron que ya habían sido bautizados, eran cristianos y no deseaban cambiar su fe. Entonces trataron de que renegaran a la fuerza de su fe, que consideraban «cismática» y «herética», empleando la tortura. A Pedro, primero, le truncaron los dedos y después lo destriparon. El resto de sus compañeros fue liberado tras ser recibida la orden de detener el proceso.
Pedro el Aleutiano fue canonizado por la Iglesia Ortodoxa Rusa como mártir de San Francisco en 1980. Hoy día en los EE. UU. y Canadá existen varios templos dedicados a este santo.

## Historicidad
El relato del martirio de Pedro el Aleutiano figura en una extensa carta escrita el 22 de noviembre de 1865 por Simeón Ivánovich Yanovski a Damasceno, abad del monasterio de Valaam en Finlandia. Yanovski (1789–1876), quien también es una de las principales fuentes de información acerca de Germán de Alaska, había sido gobernador de la Compañía ruso-americana en 1818-1820. En la misiva, informaba sobre un incidente que había escuchado de boca de un supuesto testigo ocular, y que habría ocurrido cincuenta años antes, en 1815. La carta contiene la descripción de Pedro siendo torturado por «jesuitas», lo cual habría sido prácticamente imposible, dado que la Compañía de Jesús había sido expulsada de todos los territorios de la Monarquía Hispánica en 1767, suprimida de forma general en 1773, y reconstituida únicamente en 1814 –un año antes de la presunta muerte de Pedro–. En 1815 no había jesuitas a varios miles de kilómetros de California, ya que la reconstitución de la orden en el Virreinato de Nueva España no tuvo lugar hasta 1816. En aquel momento solo había franciscanos en la región, de manera que la veracidad de la historia queda a merced de pensar que pudo confundir los miembros de dos órdenes católicas conocidas y diferentes entre sí. Yanovski añade que «al momento informé de todo esto a la Oficina Central en San Petersburgo», lo cual es cierto, si bien este despacho oficial a la oficina central de la compañía, fechado el 15 de febrero de 1820 –cinco años después del suceso–, ofrece también una versión diferente del martirio de Pedro.
La divergencia más significativa es que el breve reporte de Yanovski de 1820 acompañaba una traducción al ruso del testimonio dado en 1819 por un nativo de la isla Kodiak con el nombre rusificado «Iván Kiglai». Este es el único relato que pretende ser de un testigo, y cualquier desemejanza encontrada en otras fuentes –incluido el propio Yanovski– son adiciones o exageraciones que carecen de fundamento o apoyo. Kiglai detalla la captura de una expedición de cazadores furtivos de mando ruso por soldados españoles en las cercanías de la bahía de San Pedro –donde se ubica el moderno puerto de Los Ángeles– y su traslado a «la misión de San Pedro» –como no había una misión o asentamiento en San Pedro, no está claro dónde se suponía que fueron llevados; la misión más cercana era la de San Gabriel Arcángel, aunque la localidad no misional de Los Ángeles estaba más próxima–. Mientras que el resto de prisioneros eran conducidos a la misión de Santa Bárbara, Kiglai y otro indígena alasqueño llamado Chukagnak –que habían sido heridos durante el combate con los soldados– fueron encarcelados por separado en «la misión de San Pedro», y al día siguiente, indios actuando a instancias de un español torturaron y mataron a Chukagnak. Kiglai iba a recibir aparentemente el mismo trato, hasta que el español recibió un escrito que supuestamente le encomendaba otras instrucciones. Fue encerrado de nuevo, y finalmente escapó a Fort Ross, donde declaró lo ocurrido. No hay nada en la historia que vincule la ejecución de Chukagnak a una negativa a abandonar la ortodoxia. En lugar de ello, se indica que previamente se había ofrecido a los nativos de Kodiak presentes convertirse al catolicismo, que se habían negado por ser ya cristianos y que luego todos, con las excepciones de Kiglai y Chukagnak, fueron transferidos a Santa Bárbara sin más mención, o demanda, de conversión.